# Кот Гром и заколдованный дом
«Кот Гром и заколдованный дом» — бельгийский-французский полнометражный мультфильм в технике компьютерной 3D-анимации производства Бельгии режиссёров Жереми Дегрюсона и Бена Стассена.

## Сюжет
Оставленный при переезде хозяев на улице, котёнок ищет укрытия в грозу и случайно забирается в необычный дом старого фокусника Лоуренса, наполненный страннейшими предметами и механизмами. Гром, как назвал котёнка сам Лоуренс, сразу завоёвывает симпатию старика, однако его главные питомцы и ассистенты, кролик Джек и мышь Мэгги, настроены не столь благодушно и стараются выжить «новенького» из дома, что в итоге приводит их хозяина к аварии и больнице. Пользуясь этим, племянник фокусника, аферист-риелтор Дэниел, пытается нажиться на дядиной недвижимости, и Гром с остальными зверями (исключая Джека) объединяются в защите дома, наконец находя друг в друге положительные стороны.

## В ролях
| Актёр         | Роль                                 |
| ------------- | ------------------------------------ |
| Дуг Стоун     | дядя Лоуренс                         |
| Мюррей Блю    | Гром                                 |
| Джордж Бэббит | Джек                                 |
| Шанель        | Мэгги                                |
| Грант Джордж  | риелтор Дэниел (племянник фокусника) |
| Синда Адамс   | медсестра Бакстер                    |
| Джоуи Кэмен   | чихуахуа Кики                        |

## Номинации и награды
- 2014 — номинация Международного кинофестиваля в Сиэтле (SIFF) в категории «Лучший семейный фильм по выбору молодёжного жюри»[3]

## Оценка критиков
Мультфильм получил среднюю оценку 47 % агрегатора критики Metacritic.com на основании мнений 13 критиков, и среднюю оценку 71 % агрегатора Rotten Tomatoes на основании мнений 28 критиков с 20 оценками «fresh» против 8 «rotten» и общим консенсусом, что «„Кот Гром и заколдованный дом“ не обладает реальной глубиной сюжета, но вполне компенсирует это для младших зрителей визуальным великолепием».

### Рецензии
На английском языке
- Guy Lodge. Film Review: ‘The House of Magic’ (англ.). Variety (21 июля 2014). Дата обращения: 23 марта 2015.
- Kevin Harley. The House of Magic (англ.). Total Film (22 июля 2014). Дата обращения: 23 марта 2015.
- Cath Clarke. The House of Magic (англ.). Time Out London (23 июля 2014). Дата обращения: 23 марта 2015.
- Peter Bradshaw. House of Magic review – Disney-type animation full of technical wizardry (англ.). The Guardian (24 июля 2014). Дата обращения: 23 марта 2015.
- Geoffrey Macnab. The House Of Magic 3D, film review: Storytelling doesn't match the 3D visual effects (англ.). The Independent (24 июля 2014). Дата обращения: 23 марта 2015.
- Graham Young. Movie Review: The House Of Magic (U) (англ.). Birmingham Mail[англ.] (24 июля 2014). Дата обращения: 23 марта 2015.
- Nigel Andrews[англ.]. The House of Magic – film review (англ.). Financial Times (24 июля 2014). Дата обращения: 23 марта 2015.
- Allan Hunter. House Of Magic review: Fun 3D effects lift this feline family affair (англ.). Daily Express (25 июля 2014). Дата обращения: 23 марта 2015.
- Donald Clarke. The House of Magic (англ.). The Irish Times (25 июля 2014). Дата обращения: 23 марта 2015.
- Mark Kermode. The House of Magic review – rollercoaster animation (англ.). The Observer (26 июля 2014). Дата обращения: 23 марта 2015.
- Matthew Turner. Exceptional 3D effects and quirky character design fail to disguise a flat, humourless script in this family adventure (англ.). The List[англ.] (27 июля 2014). Дата обращения: 23 марта 2015.
- Sherilyn Connelly. Thunder and the House of Magic is That Touching Cat Chase Cartoon You've Been Looking For (англ.). The Village Voice (3 сентября 2014). Дата обращения: 23 марта 2015.
- Jeannette Catsoulis. Puss Battles Sourpuss Over Old Magician's Fate: Lost Can Finds a Home in ‘Thunder and the House of Magic’ (англ.). The New York Times (4 сентября 2014). Дата обращения: 23 марта 2015.
- Charles Solomon. Review: 'Thunder and the House of Magic' conjures cliches and ideas from other family films (англ.). Los Angeles Times (4 сентября 2014). Дата обращения: 23 марта 2015.
- Robbie Collin[англ.]. The House of Magic, review: 'lazy' (англ.). The Telegraph (4 сентября 2014). Дата обращения: 23 марта 2015.
- Peter Keough. At least ‘Thunder and the House of Magic’ does have a cute kitty (англ.). The Boston Globe (4 сентября 2014). Дата обращения: 23 марта 2015.
- Mark Jenkins. ‘Thunder and the House of Magic’ movie review: An animated throwback mashup (англ.). The Washington Post (4 сентября 2014). Дата обращения: 23 марта 2015.
- Sandie Angulo Chen. Thunder and the House of Magic (англ.). Common Sense Media[англ.] (5 сентября 2014). Дата обращения: 23 марта 2015.
- Angie Errigo. The House Of Magic: Thunder cat is go (англ.). Empire. Дата обращения: 23 марта 2015.
- Tim Evans. The House of Magic (англ.). Sky Movies[англ.]. Дата обращения: 23 марта 2015.
- Alan Jones. The House of Magic (англ.). Radio Times. Дата обращения: 23 марта 2015.

На иврите
- שי שגב. "קסם של בית": הרבה קסם, מעט תוכן (ивр.). Мегафон[ивр.] (10 июля 2014). Дата обращения: 24 марта 2015.

На итальянском языке
- Valentina D'Amico. Recensione Il Castello Magico (2013): Gatti, topi, conigli e magie (итал.). Movieplayer.it[англ.] (27 декабря 2013). Дата обращения: 24 марта 2015.
- Domenico Misciagna. Il castello magico - la recensione del film d'animazione (итал.). Comingsoon.it[англ.] (30 декабря 2013). Дата обращения: 24 марта 2015.

На немецком языке
- Katrin Hoffmann. Das magische Haus (нем.). Epd film[нем.] (22 апреля 2014). Дата обращения: 24 марта 2015.
- Gabriele Summen. Das magische Haus: Katz und Maus allein zu Haus (нем.). Radio Köln[нем.]. Дата обращения: 24 марта 2015.
- Christoph Petersen. Das magische Haus (нем.). Filmstarts[нем.]. Дата обращения: 24 марта 2015.

На русском языке
- Борис Иванов. «Кот Гром и заколдованный дом: Ну, риелтор, погоди!» Film.ru (22 апреля 2014). Дата обращения: 24 марта 2015.